# Melanelia microglabra
Melanelia microglabra är en lavart som beskrevs av Divakar, Upreti, G. P. Sinha & Elix. Melanelia microglabra ingår i släktet Melanelia och familjen Parmeliaceae.   Inga underarter finns listade i Catalogue of Life.